# Albert Coppé
Pour les articles homonymes, voir Coppé.
Albert Léon Louis Coppé, né le 26 novembre 1911 à Bruges et décédé le 30 mars 1999, à Tervuren, est un économiste, homme politique belge et européen.
Il parlait allemand, anglais, français et néerlandais.

## Biographie
Albert Coppé est né à Bruges, le 26 novembre 1911, dans une famille de commerçants. Son père, Albert Coppé, dirige un commerce de charbon près de Bruges. Il est le quatrième d'une famille de huit enfants. Il va à l'école primaire à Haarlem aux Pays-Bas car sa famille doit quitter la Belgique pendant la Première Guerre mondiale. De retour en Belgique en 1918, il va à l'école secondaire et au lycée à Bruges. De 1929 à 1940, il étudie à l'université catholique de Louvain, obtenant successivement des licences en sciences économiques et financières (1932), en sciences sociales et politiques (1933) et en économie appliquée (1934), puis un doctorat en sciences économiques (1939).

### Seconde Guerre mondiale
Il est mobilisé en mai 1940 et envoyé dans le sud-ouest de la France. Là, il épouse Marie-Henriette van Driessche. Ils auront à leur tour huit enfants. Il rentre à Bruges en août 1940.
Il est nommé professeur à l'université catholique de Louvain et occupe le poste de conseiller au ministère des Affaires économiques. Il restera professeur à Louvain jusqu'en 1983.
En 1942, ses parents, sa sœur et l'une de ses tantes meurent lors d'un bombardement du port de Bruges.

### Retour aux fonctions gouvernementales
Albert Coppé est l'un des membres fondateurs, en 1945, du Parti social-chrétien. Une année plus tard, il est élu député de Bruxelles à la Chambre des représentants et y siège jusqu'en 1952.
En mai 1948, il assiste au Congrès de La Haye.
Le 8 juin 1950, il entre dans le gouvernement Duvieusart comme ministre des Travaux publics. Il y reste jusqu'au 1er août 1950, date de démission du gouvernement.
Dès le 16 août 1950, il devient ministre des Affaires économiques et des Classes moyennes du gouvernement Pholien. Il occupe ce portefeuille jusqu'au 9 janvier 1952. Durant ce mandat, il participe à la négociation des aspects économiques du traité instituant la Communauté européenne du charbon et de l'acier,.
Enfin, il devient le dernier à occuper le portefeuille de ministre de la Reconstruction du 15 janvier au 9 août 1952 dans le gouvernement Van Houtte,.

### Fonctions européennes
Le 10 août 1952, Albert Coppé devient deuxième vice-président de la Haute Autorité de la Communauté européenne du charbon et de l'acier. Celle-ci est alors présidée par Jean Monnet. Il sera responsable de quatre groupes de travail : la « Politique à long terme » (qu'il préside), « Marchés, ententes et transports », « Presse et information » et le « groupe de travail « Messine » ». L'autorité Monnet prend fin le 3 juin 1955.
Il conserve son poste de deuxième vice-président au sein de l'autorité Mayer (du nom de son président, René Mayer) à partir du 3 juin 1955 et jusqu'au 13 janvier 1958. Il est alors impliqué dans trois groupes de travail : « Objectifs généraux et politique à long terme » (qu'il préside), « Marchés, ententes et transports » et « Presse et information ».
Il est de nouveau maintenu à son poste de vice-président sous l'autorité Finet à partir du 13 janvier 1958. En plus du groupe de travail « Objectifs généraux et politique à long terme » dont il reste président, il devient membre des groupes de travail sur « Investissements et production », « Information, relations avec le Comité consultatif » et « Charbon et contrats ». L'autorité menée par Paul Finet prend fin le 14 septembre 1959.
Du 15 septembre 1959 au 22 octobre 1963, il est deuxième vice-président de l'autorité Malvestiti avec pour seul groupe de travail celui nommé « Règles de concurrence, y compris pour le secteur des transports ».
Du 23 octobre 1963 au 8 mars 1967, il est vice-président de l'autorité Del Bo. Il préside alors deux groupes de travail : « Transports » et « Information ». Il est également membre des groupes de travail sur la « Coordination des politiques énergétiques » et « Règles de concurrence, y compris pour le secteur des transports ».
La démission de Rinaldo Del Bo le 8 mars 1967 entraîne sa nomination en tant que président ad interim de la Haute Autorité. Le traité de fusion des exécutifs communautaires entrant en vigueur le 7 juillet suivant, l'autorité Coppé est la dernière Haute Autorité.
Entre 1967 et 1973, il est membre de la Commission européenne en tant que Commissaire aux Affaires sociales, au Transport et au Budget au sein des commissions Rey, Malfatti et Mansholt.

### Retrait de la vie politique
Après 1973, Albert Coppé quitte le monde politique et devient membre du conseil de surveillance de Philips à Eindhoven (1973-1979),, président du conseil d'entreprise de la Bouwnijverheid (1974-1983), directeur de la Banque générale (1974-1977), puis président du conseil d'administration de cette banque (1977-1981).
Coppé meurt à Tervuren, le 30 mars 1999.

## Hommages et décorations
Albert Coppé a reçu les décorations suivantes :
- Commandeur de l'ordre de Léopold en 1954 ;
- Grand-croix de l'ordre de Léopold II (Belgique) ;
- Ordre du Mérite de la République fédérale d'Allemagne ;
- Grand-croix de l'ordre de la Couronne de chêne (Luxembourg) ;
- Grand officier de l'ordre du Mérite de la République italienne ;
- Grand cordon de l'ordre du Libérateur (Venezuela) ;
- Grand officier de l'ordre du Mono (Togo).

Il est également docteur honoris causa de l'université de Sainte-Marie de Montréal (1953) et de l'université du Texas à San Antonio (1955).

## Sources
- (nl) Cet article est partiellement ou en totalité issu de l’article de Wikipédia en néerlandais intitulé « Albert Coppé » (voir la liste des auteurs).

## Compléments